# Ngaoundéré
Ngaoundéré è un comune del Camerun, capoluogo del dipartimento di Vina e della regione di Adamaoua.

## Geografia fisica

### Territorio
La città è situata sulle pendici meridionali del massiccio dell'Adamaoua, ad una quota di circa 1100 m s.l.m.

### Clima
→ Climogramma di Ngaoundéré.
A causa dell'altitudine, la città gode di un clima relativamente temperato, con temperature che non raggiungono gli estremi delle zone più basse. Il clima è tropicale (Aw secondo la classificazione dei climi di Köppen), con temperature medie annue intorno ai 22 °C, oscillanti dai 21 °C circa di dicembre, gennaio e febbraio ai 24 °C di marzo e aprile (alla fine della stagione secca). Le precipitazioni ammontano a circa 1 550 millimetri annui, quasi interamente concentrati nella stagione umida, che dura 7 mesi protraendosi da aprile a ottobre.

## Storia
Nel 1835 la popolazione di etnia Mboum originaria della regione venne sottomessa dagli invasori Fulbe, di religione islamica, che trasformarono la città in uno dei loro centri religiosi più importanti fondandovi anche un lamidato. Il centro della città mantiene le caratteristiche del centro fulbe del XIX secolo con numerose moschee e il palazzo del Lamido.

## Economia
Ngaounderé è uno dei centri commerciali e agricoli (coltivazione e lavorazione del mais) più importanti del nord del Camerun, è sede di un'università con facoltà di agraria e tecnologie con circa 7 000 studenti, è inoltre sede vescovile. 

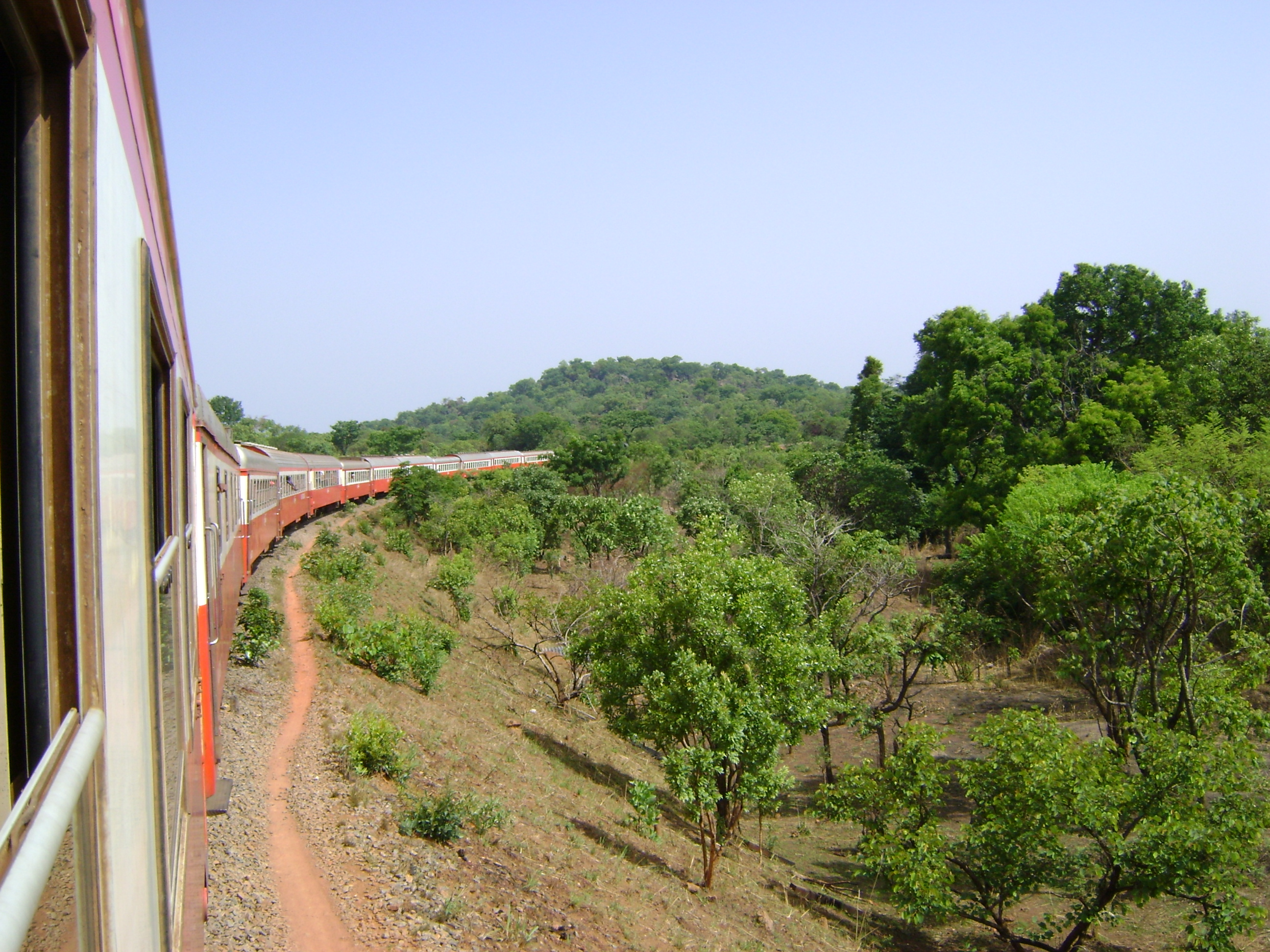
Treno da Ngaoundéré a Yaoundé.

La città dispone di un piccolo aeroporto ed è uno dei capolinea della ferrovia che attraversa tutto il paese fino a Yaoundé.

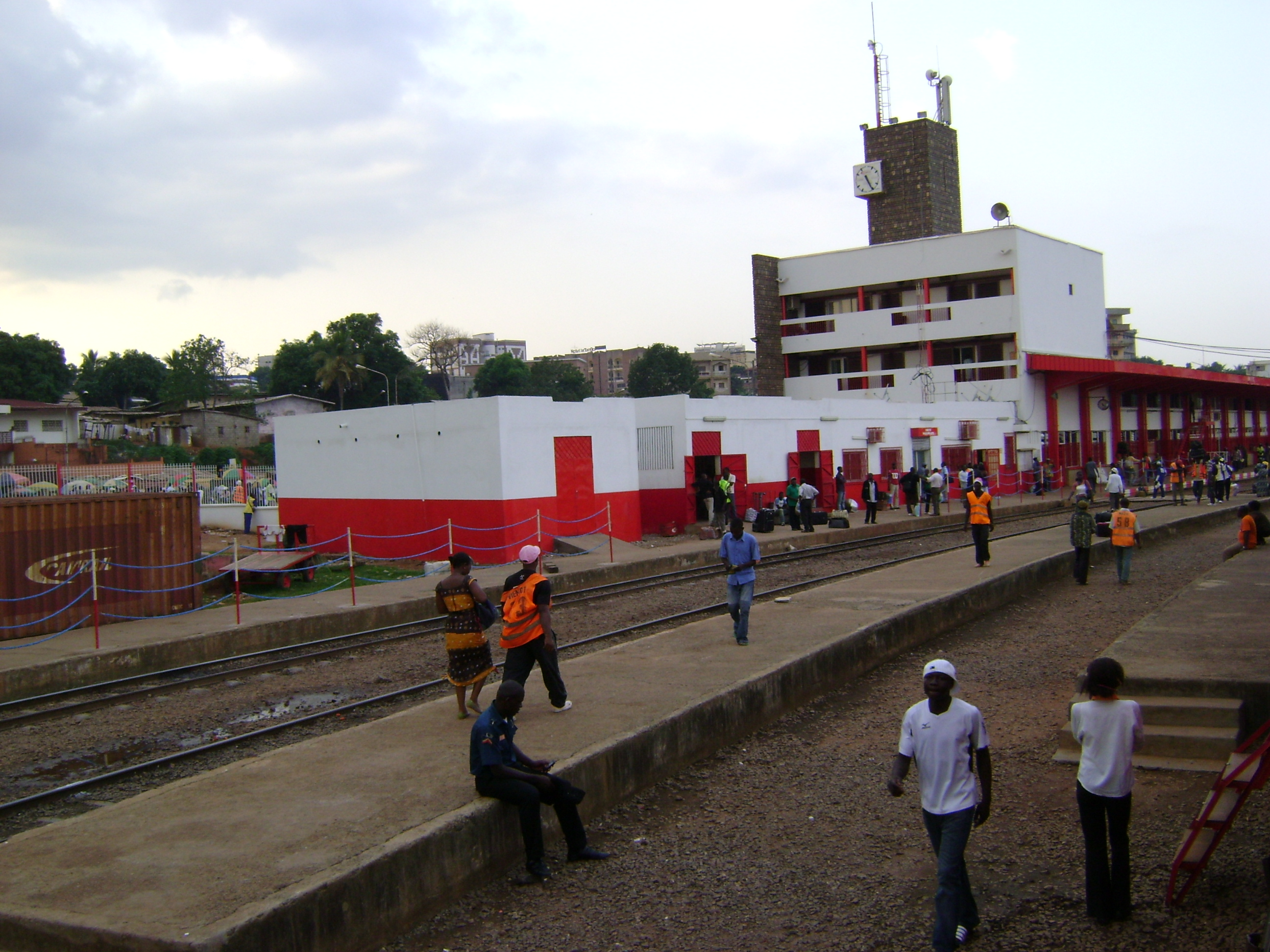
Stazione ferroviaria di Ngaoundéré.